# 索斯尼夫卡
索斯尼夫卡（羅馬化：Sosnivka），或译为索斯诺夫卡，是乌克兰利沃夫州舍普季茨基区切尔沃诺赫拉德市镇内的城市，2020年7月18日前隶属于索卡爾區。該市位於西布格河畔，距離州府利沃夫55公里，始建於1955年，面積3.01平方公里，海拔高度195米，2022年人口数量为10,712人。